# Idiazabal
Idiazabal è un comune spagnolo di 2 271 abitanti situato nella comunità autonoma dei Paesi Baschi. È famoso per l'omonimo formaggio che si produce nella zona.

## Società

### Evoluzione demografica
Abitanti censiti

### Lingue e dialetti
Il dialetto basco locale appartiene alla variante gipuzkoana. Nel 2016, l'85,7% della popolazione era euskaldun ("basconfona").

## Amministrazione
Dalla Transizione spagnola ad oggi, le persone che hanno ricoperto la carica di sindaco (in basco alkatea, in spagnolo alcalde) sono state le sueguenti:
| Periodo | Periodo   | Primo cittadino           | Partito                              | Carica  | Note |
| ------- | --------- | ------------------------- | ------------------------------------ | ------- | ---- |
| 1979    | 1983      | Santiago Agirre Elorza    | Partito Nazionalista Basco (EAJ-PNV) | Sindaco |      |
| 1983    | 1987      | Santiago Agirre Elorza    | EAJ-PNV                              | Sindaco |      |
| 1991    | 1995      | Antton Irizar             | Eusko Alkartasuna (EA)               | Sindaco |      |
| 1995    | 1999      | Antton Irizar             | EA                                   | Sindaco |      |
| 1999    | 2003      | Antton Irizar             | EA                                   | Sindaco |      |
| 2003    | 2007      | Antton Irizar             | coalizione EA con EAJ-PNV            | Sindaco |      |
| 2007    | 2011      | Ioritz Imaz Baztarrika    | Izal Bai                             | Sindaco |      |
| 2011    | 2015      | Ioritz Imaz Baztarrika    | Izal Bai                             | Sindaco |      |
| 2015    | 2019      | Ioritz Imaz Baztarrika    | Izal Bai                             | Sindaco |      |
| 2019    | 2023      | Iñaki Alberdi Iparragirre | Euskal Herria Bildu (EH Bildu)       | Sindaco |      |
| 2023    | in carica | Iñaki Alberdi Iparragirre | EH Bildu                             | Sindaco |      |